# 未解決的地球科学問題
这个列表提供了在地球科学中值得注意的未解决的问题的参考。

## 早期的地球和太阳系
- 地球是否曾经与另一颗行星忒伊亚相撞，诞生了地球的卫星月球？[1]有令人信服的证据，例如对过去地球自转和月球月份持续时间较短的测量，表明在太阳系的早期阶段，月球离地球更近。[2]
- 地球的长期热平衡是什么？自从它由霰石堆积形成以来，其内部温度是如何衰减的？放射性元素在内部有多丰富？一个“年轻太阳黯淡佯谬”是否曾经温暖过一个“雪球地球”？[3][4]

## 地形和环境
- 现在广泛提供的地形数据能否用来推导出过去的构造和气候条件（在几百万年的范围内）？
- 我们对侵蚀和运输过程有足够的了解吗？
- 气象和构造事件的随机性是否反映在景观中？生命对塑造地球表面有多大贡献？
- 渗透或向源侵蚀等经典地貌学概念能否定量理解？ 阿巴拉契亚山脉或乌拉尔山脉等古老山脉似乎在 >108 年内保持地势，而自新近纪以来，南极洲下的冰下河谷在千米厚的移动冰层下得以保存。 是什么控制了地形衰减的时间尺度？[5]
- 是什么支配地球表面演变的侵蚀和运输规律？[6]河流运送的沉积物颗粒既是侵蚀的工具，也是保护基岩的盾牌。沉积物的这种双重作用对环境的演变有多重要？[7][8]
- 海洋对化学污染的复原力如何？
- 是什么控制了风暴轨迹的时态变化？[9]

- 导致赤道气候振荡的机制仍在紧张研究中。赤道太平洋温度的厄尔尼诺南方涛动（ENSO）很难提前几个月预测。赤道平流层风的准双年度振荡（QBO）在一定程度上是有规律的，约为28个月，但其原因一直有很大的争议。这些是随机的、混乱的还是决定性的强制行为？
- 什么是天震？
- 导致什么原因引发赫斯达伦之光？[10]

## 地壳、地幔和地核的结构
- “空间问题”：花岗岩岩浆室是如何在地壳中安置的？[11]可能引起超级火山的岩浆系统的结构和位置是什么？岩浆室的粘性和密度以及岩浆迁移的细节是什么？[12]
- 什么是地幔的非均匀性和流变学细节？什么是660公里不连续的结构及其与Polar drift（英语：极地漂移）的正确模型的关系？[13]
- 与地震不连续相关的化学异质性的确切性质是什么？[14]，
- 地球外核中的轻质合金元素是什么，它们又是如何分布的？[15][16]核心的异质性及其动力学意义是什么？[16]
- 内部地幔结构是否为地轴的钱德勒摆动提供了共振，还是其他外部机制？没有可用的运动似乎是摆动周期为433天的一致驱动因素。